# Astyanax totae
Astyanax totae es una especie de pez de la familia Characidae en el orden de los Characiformes.

## Morfología
Los machos pueden llegar alcanzar los 8,2 cm de longitud total.

## Alimentación
Come principalmente micro crustáceos (cladóceros y copépodos),  larvas de insectos (quironómidos), insectos adultos y materia vegetal.

## Hábitat
Vive en zonas de clima tropical.

## Distribución geográfica
Se encuentran en Sudamérica: cuenca del río Iguazú en Brasil.